# Wednesfield
Wednesfield is een plaats in het bestuurlijke gebied Sandwell, in het Engelse graafschap West Midlands. Wednesfield komt in het Domesday Book (1086) voor als 'Wodnesfelde'.